# كاسلديوني
كاسلديوني، (بالإنجليزية: Casalduni)‏، هي (بلدية) في مقاطعة بينيفينتو في إقليم كامبانيا الإيطالي، وتقع على بعد حوالي 60 كم شمال شرق نابولي، وحوالي 15 كم شمال غرب بينيفينتو، على سفوح مونتي تشيكو على يمين نهر تامارو.

## السكان
في سنة 1861 بلغ عدد السكان 2٬649 نسمة، وتطور العدد ليصل في سنة 2011 لـ 1٬474 نسمة.
يظهر هذا المخطط البياني تطور النمو السكاني لـ كاسلديوني